# Aslak Bolt
Aslak Harniktsson Bolt (født ca. 1377, død 1450) var ærkebiskop i Nidaros fra 1428 til 1450. Bolt var af adelig slægt. I 1407 valgte domkapitlet i Oslo ham til biskop, men han blev samme år efter pres fra dronning Margrete flyttet til Bergen, hvor han var biskop i 20 år.

## Administrator og ordensmand
I 1428 blev han af et enstemmig domkapitel valgt til ærkebiskop i Nidaros, og to år senere blev han formelt indviet i denne stilling. Aslak var i sine første år som ærkebiskop optaget af at få kontrol med og oversigt over ærkesædets økonomi. I 1432 blev det, vi i dag kalder Aslak Bolts Jordebog ført i pennen. Den er en nøje registrering af indtægterne fra ærkesædets jordegods og ejendomme, og over 3.000 gårde og steder er nævnt. Han genindførte også en række mindre afgifter, som var gået i glemmebogen. I perioden efter 1435 markerede han sig også som leder af kirkeprovinsen. Han indkaldte til provensialkoncil i 1435 i Bergen og året efter i Oslo. Disse konciler fattede en række beslutninger gældende for hele kirkeprovinsen, i første række knyttet til økonomiske forhold.
I årene efter 1436 er det som politiker vi møder Aslak Bolt. Som leder af riksrådet havde han stor indflydelse på rigspolitikken. Aslak Bolt var specielt optaget af at forhindre udlændinge, og da særlig danskere, i at indehave norske embeder. Han ønskede også at styrke kirkens stilling ved at få kongen til at stadfæste sættargjerden af 1277, en aftale som blandt andet gav ærkebiskoppen ret til at udnævne en egen hird. Denne stadfæstelse opnåede han, da han den 20. november 1449 kronede svenskeren Karl Knutsson Bonde. Han var for øvrig den første konge som blev kronet i Nidaros. Glæden varede dog ikke længe. Året efter blev Karl fordrevet af den danske kong Christian I, men da var Aslak Bolt død. I 1458 blev sættargjerden imidlertid stadfæstet på ny.

## Et aktivt liv
- I 1429 blev Bergen erobret og plyndret af den berygtede pirat Bartolomeus Voet fra Fetaljebrødrene. Aslak slap væk på et engelsk skib.
- Aslak Bolt byttede til sig en bibel fra 1200-tallet som nu er på Deichmanske bibliotek i Oslo. Bibelen bliver kaldt Aslak Bolts bibel
- I 1432 brændte Nidarosdomen. Aslak administrerede genopbygningen på en effektiv måde.
- I 1432 mødte han den italienske adelsmand Pietro Querini, som forliste på Røst i Lofoten. Querini beskriver ærkebiskoppen som en sympatisk person.
- Aslak Bolt skrev 19 teologiske værker.
- Han var også den, som stod for genrejsningen efter Den Sorte Død, hvilket Jordebogen er et klart tegn på.